# Orimarga setilobata
Orimarga setilobata là một loài ruồi trong họ Limoniidae. Chúng phân bố ở miền Cổ bắc.